# Vasoconstricción
En fisiología, se denomina vasoconstricción al estrechamiento de los vasos sanguíneos, es decir a la disminución de su diámetro, es el fenómeno contrario a la vasodilatación que consiste en el aumento del diámetro de un vaso sanguíneo. La vasoconstricción aumenta la resistencia al paso de la sangre (resistencia vascular) y por tanto disminuye el flujo de sangre en el vaso afectado. El organismo provoca vasoconstricción de forma automática al aumentar la actividad del sistema nervioso simpático, la cual promueve la contracción del músculo liso situado en la pared del vaso sanguíneo y provoca su estrechamiento. También se produce vasoconstricción con el empleo de determinados medicamentos llamados vasoconstrictores, por ejemplo la adrenalina.

## Vasoconstrictores endógenos
- Angiotensinogeno II.
- Vasopresina.
- Endotelina.
- Descenso de la temperatura.

## Otros vasoconstrictores
- Cafeína
- Cocaína
- Descongestionantes como la seudoefedrina usada como descongestionante nasal.
- Hielo
- Tetrahidrozolina usado como colirio
- Tromboxano
- Cualquier fármaco con actividad alfa-adrenérgica